# Iguanodont
|  | Aquest article tracta sobre parvordre. Vegeu-ne altres significats a «Iguanodonts (parvordre)». |

Els iguanodonts (Iguanodon, 'dent d'iguana') són un gènere de dinosaures herbívors que foren molt abundant al període Cretaci. L'iguanodont estava molt amplament distribuït durant el Cretaci inferior. S'estenia des del centre dels Estats Units, a través d'Europa (on era habitual a Anglaterra, Alemanya, Espanya i Bèlgica), fins a Àsia oriental (Mongòlia).
Al principi, els científics van reconstruir l'animal com una criatura gran i de moviments pesants, que caminava a quatre potes, i amb una banya al final del musell. Però a mesura que s'anaven desenterrant més esquelets es va comprovar que l'iguanodont tenia una construcció més lleugera del que havien cregut inicialment.

## De quatre a dues potes
Ara ja se sap que la cua es mantenia recta cap enrere per proporcionar un contrapès. També l'espina dorsal se sostenia en una posició més horitzontal. Això significa que quan volia, l'iguanodont podia caminar amb les cames anteriors i posteriors.

## Descobriments
El primer rastre de l'iguanodont va ser una dent fossilitzada trobat per l'esposa de Gideon Mantell, Mary Ann. Mantell va nomenar la criatura Iguanodon, ja que les dents trobades eren similars als d'una iguana que tenia conservada en formol.
Anys després es va trobar un espècimen més complet de l'iguanodont en una pedrera de Maidstone, en el qual Mantell ho va identificar basat en la dent que tenia. La llosa de Maidstone va permetre les primeres reconstruccions esquelètiques i les interpretacions artístiques de l'iguanodont. L'error més famós era la col·locació d'una banya, també descobert per l'esposa de Mantell, sobre el nas del dinosaure. El descobriment de molts millors espècimens de I. bernissartensis en 1878 va revelar que la banya era en realitat un polze modificat, potser usat per a la defensa.